# 兰山乡
兰山乡，是中华人民共和国辽宁省抚顺市东洲区下辖的一个乡镇级行政单位。

## 行政区划
兰山乡下辖以下地区：
金家村、五味村、紫花村、簸箕村、兰山村、关家村和新农村。